# Camas megye
Camas megye az Amerikai Egyesült Államokban, azon belül Idaho államban található. Megyeszékhelye és legnagyobb városa Fairfield. Lakosainak száma 1077 fő (2020. április 1.).

## Szomszédos megyék
- Blaine megye
- Gooding megye
- Lincoln megye
- Elmore megye

## Népesség
A megye népességének változása:
| Lakosok száma | 1108 | 1098 | 1076 | 1042 | 1066 | 1077 |
|               | 2010 | 2011 | 2012 | 2013 | 2015 | 2020 |